# Atlético Rio Negro Clube
|  | No s'ha de confondre amb Atlético Rio Negro Clube (RR). |

L'Atlético Rio Negro Clube és un club de futbol brasiler de la ciutat de Manaus a l'estat d'Amazones.

## Història
El Rio Negro és el segon club més antic de l'Estat d'Amazones, només onze mesos més vell que el seu gran rival Nacional. L'Atlético Rio Negro Clube de Roraima porta el nom en honor d'aquest club, i en comparteix el logo, colors i samarreta.
El 13 de novembre de 1913, Shinda Uchôa i un grup d'amics fundaren l'Atlético Rio Negro Clube. El primer president fou Edgar Lobão. Shinda Uchôa fou nomenat president d'honor. El 1921, el Rio Negro guanyà el seu primer títol del Campionat amazonense.
El 1973, el club participà en el Campeonato Brasileiro Série A per primer cop, acabant 30è. L'any següent el club finalitzà 26è, per davant de clubs com el Botafogo. És la seva millor posició històrica. El 1986, competí a la Série A per darrer cop.

## Estadi
El club disputa els seus partits com a local a l'Arena da Amazônia, inaugurat el 2014, amb una capacitat de 41.000 espectadors. L'estadi fou construït al mateix lloc on hi havia l'estadi Vivaldao, el qual fou demolit per poder construir el nou estadi per a la Copa del Món de Futbol de 2014.
El seu camp d'entrenament s'anomena Campo de Treinamento Rinha do Galo, situat a Manaus.

## Palmarès
- Campionat amazonense:
  - 1921, 1927, 1931, 1932, 1938, 1940, 1943, 1962, 1965, 1975, 1982, 1987, 1988, 1989, 1990, 2001
- Campionat amazonense B:
  - 1917, 2008, 2022
- Torneio Início do Campionat amazonense:
  - 2001

## Altres esports
A més de futbol, el club té seccions de basquetbol, voleibol, gimnàstica, i futbol sala.